# Julio Manzur (político)
Julio Alberto Manzur Abdala es un político colombiano, nacido en Cereté (Córdoba) el 29 de octubre de 1947, casado con Carmen María Imbett, sus hijos son Adriana María y Wadih Alberto. Ingeniero agrónomo de la Universidad Nacional de Colombia, estudió en la Facultad de Agronomía de la sede de Palmira, Valle del Cauca. Es miembro del Partido Conservador y ha sido elegido por elección popular para integrar el Senado y la Cámara de Representantes de Colombia.

## Carrera profesional
Manzur Abdala, a la par del ejercicio profesional como presidente y vicepresidente de varias empresas del sector privado y agroindustrial, inició una exitosa trayectoria política al interior del Partido Conservador, ejerciendo los siguientes cargos de elección popular:
- Diputado a la Asamblea de Córdoba, 1980-1982
- Senador de la República, 1982-1990
- Representante a la Cámara por Córdoba, 1991-1994
- Senador de la República, 1994-2009

Perteneció a las comisiones V del Congreso y trabajó activamente en proyectos de ley relacionados con los sectores agropecuario y medioambiental, como la conversión de vehículos a gas, la ley forestal, y el régimen de servicio de alumbrado público. Participó en eventos y debates sobren políticas agrícolas y de minas, Corporaciones Autónomas Regionales, y políticas del sector agropecuario. En varias ocasiones ha sido miembro del Directorio Nacional Conservador, fue su presidente entre 2006 y 2007.

## Congresista de Colombia
En las elecciones legislativas de Colombia de 1994, Manzur Abdala fue elegido senador de la república de Colombia. Posteriormente en las elecciones legislativas de Colombia de 1998, 2002 y 2006, Manzur Abdala fue reelecto senador con un total de 49.133, 51.338 y 49.311 votos respectivamente.
En las elecciones legislativas de Colombia de 1991, Manzur Abdala fue elegido miembro de la Cámara de Representantes de Colombia con un total de votos.
En las elecciones legislativas de Colombia de 1982, Manzur Abdala fue elegido senador de la república de Colombia. Luego en las elecciones legislativas de Colombia de 1986, Manzur Abdala fue reelegido senador.

### Iniciativas
El legado legislativo de Julio Alberto Manzur Abdala se identificó por su participación en las siguientes iniciativas desde el congreso:

- Los congresistas perderían su investidura: por violación al régimen de inhabilidades e incompatibilidades (Archivado).[4]
- Revisar los derechos que se les reconocen actualmente a los concejales del país, sobre todo en lo que respecta a la compensación económica y prestacional que reciben del Estado por su trabajo (Sancionado como ley).[5]
- Proteger, promover y garantizar la efectividad y el libre ejercicio de los derechos de los consumidores, así como amparar el respeto a su dignidad y a sus intereses económicos.[6]
- Rendir honores a la memoria del presidente Carlos Lleras Restrepo (Sancionado como ley).[7]
- Proponer moción de censura en contra de los ministros por asuntos relacionados con funciones propias del cargo, o por desatención a los requerimientos y citaciones del Congreso de la República (Aprobado).[8]
- Dictar el Estatuto de los Derechos y Garantías del Contribuyente y del Usuario Aduanero y Cambiario (Archivado).[9]
- Permitir la coordinación interinstitucional y la planificación ambiental regional (Archivado).[10]
- Establecen normas de operación seguras de embalses.[11]
- Dictar normas sobre el fomento al consumo del gas natural vehicular.[12]

## Carrera política
Su trayectoria política se ha identificado por:

### Partidos políticos
A lo largo de su carrera ha representado los siguientes partidos:
| Partido político    | Fecha Inicio        | Fecha Fin |
| Partido Conservador | 20 de julio de 1998 |           |

### Cargos públicos
Entre los cargos públicos ocupados por Julio Alberto Manzur Abdala, se identifican:
| Cargo público             | Partido político    | Fecha Inicio        | Fecha Fin           |
| Senador de la República   | Partido Conservador | 20 de julio de 2006 | 15 de mayo de 2009  |
| Senador de la República   | Partido Conservador | 20 de julio de 2002 | 19 de julio de 2006 |
| Senador de la República   | Partido Conservador | 20 de julio de 1998 | 20 de julio de 2002 |
| Senador de la República   |                     | 20 de julio de 1994 | 20 de julio de 1998 |
| Representante a la Cámara |                     | 1 de julio de 1991  | 19 de julio de 1994 |
| Senador de la República   |                     | 1 de julio de 1982  | 19 de julio de 1990 |
| Diputado Asamblea Córdoba |                     | 1 de enero de 1980  | 30 de junio de 1982 |